# Georges Rayet

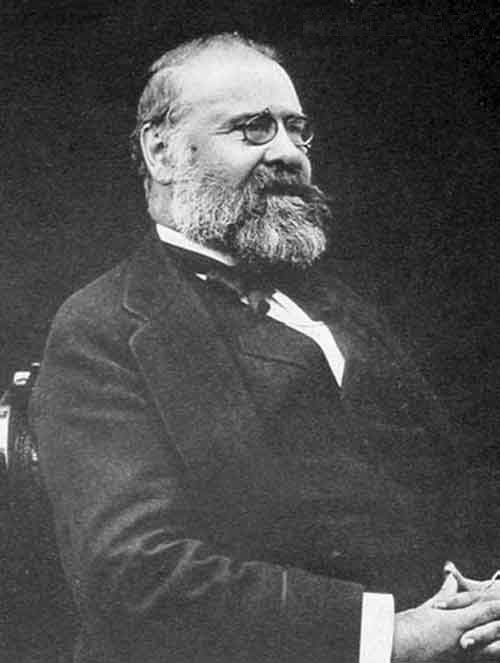
Georges Rayet

Georges Antoine Pons Rayet (1839–1906) – francuski astronom. W 1867 roku odkrył wspólnie z Charlesem Wolfem trzy pierwsze gwiazdy z grupy gwiazd nazywanych obecnie gwiazdami Wolfa-Rayeta. Prowadził badania klimatu oraz badania spektroskopowe Słońca. Pełnił funkcję dyrektora obserwatorium astronomicznego w Bordeaux.